# Serotyp
Serotyp – odmiana mikroorganizmu, którą można określić za pomocą reakcji serologicznych, czyli reakcji z użyciem przeciwciał lub dopełniacza. 
Różnice między serotypami zależą od antygenów znajdujących się na powierzchni komórek drobnoustroju. Często są to białka o kluczowym znaczeniu dla patogenezy lub substancje odpowiedzialne za mniejszą lub większą wrażliwość mikroorganizmu na czynniki odpornościowe. 
Określenie serotypu jest ważne w przypadku badań laboratoryjnych służących wykryciu i identyfikacji patogenu.